# SZTE Gazdaságtudományi Kar
A Szegedi Tudományegyetem Gazdaságtudományi Kar (rövid neve: SZTE GTK) 1999-ben lett önálló egyetemi egység.

## Története
A szakalapításról szóló miniszteri határozat dátuma 1993. július 13., a képzés 1994 szeptemberében indult meg. 1995. november 20-án az Egyetemi Tanács határozata nyomán megalakult az SZTE ÁJTK-án Közgazdasági Tanszékcsoport. Első kinevezett vezetője dr. Farkas Beáta lett. A sikeres akkreditációs eljárás után 1999. július 1-én alakult meg a Szegedi Tudományegyetem Gazdaságtudományi Kara.

### A kar dékánjai voltak
- Farkas Beáta (1999–2005)
- Hetesi Erzsébet (2005–2011)
- Vilmányi Márton (2011–2017)
- Kovács Péter (2017–2024)
- Nagy Benedek (2024–)

## Képzési területek

#### Alapképzések
- gazdálkodási és menedzsment (nappali és távoktatás)
- kereskedelem és marketing
- pénzügy és számvitel
- turizmus vendéglátás

#### Mesterképzések
- közgazdálkodás és közpolitika
- nemzetközi gazdaság és gazdálkodás (angol nyelven)
- marketing
- pénzügy
- vállalkozásfejlesztés

#### Felsőfokú szakképzés
- gazdálkodási és menedzsment (kis- és középvállalkozási szakirányon)
- kereskedelem és marketing (marketingkommunikáció szakirányon)
- kereskedelmi és marketing (kereskedelmi és logisztika szakirányon)
- pénzügy és számvitel (vállalkozási szakirányon)
- pénzügy és számvitel (pénzintézeti szakirányon)

#### Szakirányú továbbképzések
- jogász-közgazdász szakirányú továbbképzés
- mérnök-közgazdász szakirányú továbbképzés
- orvos-közgazdász szakirányú továbbképzés
- gyógyszerész-közgazdász szakirányú továbbképzés